# Aletshausen
Aletshausen – miejscowość i gmina w Niemczech, w kraju związkowym Bawaria, w rejencji Szwabia, w regionie Donau-Iller, w powiecie Günzburg, wchodzi w skład wspólnoty administracyjnej Krumbach (Schwaben). Leży około 30 km na południowy wschód od Günzburga, nad rzeką Kammel, przy drodze B16 i linii kolejowej Mindelheim – Günzburg.

## Demografia
| Rok  | Liczba mieszk. |
| ---- | -------------- |
| 1970 | 1 146          |
| 1987 | 1 036          |
| 2000 | 1 144          |

## Polityka
Wójtem gminy jest Georg Duscher z CSU/FW, poprzednio urząd ten obejmował Johann Wiedemann, rada gminy składa się z 12 osób.
|      | CSU/FW | Razem |
| 2008 | 12     | 12    |
| 2002 | 12     | 12    |